# CYB561D2
CYB561D2 (англ. Cytochrome b561 family member D2) – білок, який кодується однойменним геном, розташованим у людей на 3-й хромосомі. Довжина поліпептидного ланцюга білка становить 222 амінокислот, а молекулярна маса — 23 974.
| 10         |  | 20         |  | 30         |  | 40         |  | 50         |
| ---------- |  | ---------- |  | ---------- |  | ---------- |  | ---------- |
| MALSAETESH |  | IYRALRTASG |  | AAAHLVALGF |  | TIFVAVLARP |  | GSSLFSWHPV |
| LMSLAFSFLM |  | TEALLVFSPE |  | SSLLHSLSRK |  | GRARCHWVLQ |  | LLALLCALLG |
| LGLVILHKEQ |  | LGKAHLVTRH |  | GQAGLLAVLW |  | AGLQCSGGVG |  | LLYPKLLPRW |
| PLAKLKLYHA |  | TSGLVGYLLG |  | SASLLLGMCS |  | LWFTASVTGA |  | AWYLAVLCPV |
| LTSLVIMNQV |  | SNAYLYRKRI |  | QP         |  |            |  |            |

A: Аланін

C: Цистеїн

E: Глутамінова кислота

F: Фенілаланін

G: Гліцин

H: Гістидин

I: Ізолейцин

K: Лізин

L: Лейцин

M: Метіонін

N: Аспарагін

P: Пролін

Q: Глутамін

R: Аргінін

S: Серин

T: Треонін

V: Валін

W: Триптофан

Задіяний у таких біологічних процесах, як транспорт, транспорт електронів. 
Білок має сайт для зв'язування з іонами металів, іоном заліза, гемом. 
Локалізований у мембрані.